# 小房子
《小房子》（英語：The Little House）是一本出版於1942年的美國兒童繪本，由弗吉尼娅·李·伯顿創作。

## 故事簡介
故事聚焦於一座位於鄉下的小房子，它的周邊生長著雏菊和蘋果樹，其主人宣稱「不管別人出多少錢，這座房子都不能賣」，並說要將其傳給後世子孫。
小房子隨著四季轉換、歲月逝去，在它面前被開闢了一條公路，接著它四周逐漸林立了商店、加油站等其他房屋，直到後來更被一座大城市包圍，看不到月亮和星星，小房子對此十分傷心，它的外觀也變得破舊不堪。
然而，小房子建造者的「孫子的孫子的孫子」找到了這座小房子，並把它搬回鄉間，使它重新過著幸福快樂的生活。

## 靈感
作者弗吉尼娅·李·伯顿曾說過，她創作《小房子》繪本的靈感來自於她自己的經歷，過去她與丈夫在買下一棟二層樓的小房子後，為避開噪音，便將這棟房子遷移至馬路後方五百米處的一座丘陵上，那裡跟《小房子》故事裡一樣有著雏菊和蘋果樹。

## 榮譽
《小房子》贏得了1943年的凱迪克金獎，以及1959年的路易斯·卡洛書架獎。且先後獲選為美國全國教育協會推薦百本最佳童書、美國全國教育協會「教師們推薦的一百本書」、日本全國學校圖書館協會議第二十二次「好繪本」、日本兒童文學者協會「世界圖畫書一百選」等。

## 改編
1952年，迪士尼將本書改編為同名的動畫短片，由威爾弗雷德·傑克森執導。並同時發售過有聲讀物。改編版中的（擬人化的）公寓樓和摩天樓後來在迪士尼1988年的動畫電影《威探闖通關》中的「動畫城」（Toontown）客串登場。而故事的主角小房子則在迪士尼2022年的電影《救難小福星》中以奇奇的鄰居的身份客串出演，此時她已略顯蒼老，並被奇奇稱作「房子太太」（Mrs. House）。

### 1952年動畫短片
故事以一座坐落於小山丘之上的小房子爲中心展開，她身處偏遠的山村，很快，她便開心地迎來了一對以她爲家的新婚夫婦。然而，由於身邊沒有其他房子的陪伴，每到夜裏，她總是感到孤單，並常在那時凝視遠方的城市裏絢爛的燈光離她越來越近（影射城市蔓延）。
後來，兩座雄偉的維多利亞風格的豪宅從小房子的兩邊拔地而起，成了她的鄰居。對此小房子感到十分欣喜，因爲自己終於有了鄰居，但當對方認爲她做工粗糙，並對她投來鄙夷的目光，又令她不快。一天夜裏，不知因何而起的火災將這兩座豪宅燒成灰燼。對此，小房子感到十分遺憾，儘管他們算不上什麼好鄰居。很快，時間來到了19世紀末，那一年，遊行的隊伍一邊慶祝，一邊呼吁大家把選票投給麥金利，在那個進步運動方興未艾的年代（1890年代~1920年代），人們對於一切的追求都是更大（Bigger）和更好（Better），而此刻的小房子的鄰居也變成了兩座（在那時很常見的，聚集了大量貧民的）高大的廉租公寓（而在現實中的1898年，一個叫做廉租房委員會（Tenement House Committee）的部門在美國成立，詣在改善此類廉租公寓的居住條件）並分別座落於她的兩旁。可悲的是，此刻，她的家人（住在她裏面的住戶）已經搬離了她，以逃避從她的鄰居那裏發出的，無休止的噪音以及由此引發的衝突，但她卻沒法離開，只得以待出租屋（For Rent）的身份留在原地。除夕夜，公寓樓裏的住戶唱着《友誼萬歲》迎接新年到來，在他們「新年快樂」的歡呼聲中，被大雪和公寓裏撒下來的彩條覆蓋着的小房子，卻“再也再也無法感受到一絲快樂”（(but the little house felt that she could) never never be happy again）。光陰荏苒，有一天，這兩座公寓樓也被拆毀了，在他們曾經的落腳點，蓋起了三座高聳入雲的摩天大樓，他們遮天蔽日，擋住了他們腳下的小房子的陽光，卻未嘗為其遮風擋雨，而已經從待出租屋變成待售屋（For Sale）的，飽經風霜的小房子早已因年久失修變得破爛不堪，她開始懷念起很多年前那無憂無慮的鄉村生活，渴望自己能夠重回那段時光。
有一天，救援队來到了她的身邊，似乎準備將其拆除，對此她早已不在乎了，因爲她認爲自己“不過是來擋道的”（just in the way），“對誰來說都是負累”（no good to anybody）。但她又讓自己不要對此有所怨言，因爲“作爲一座房子，自己已經活得太久了”（I've had a very full life for a house）。然而讓她感到驚喜的是，那些人並未將她拆毀，而是如她所願，把她送回了鄉下，並修好了她。很快，她再次迎來了一對幸福的新人，與他們一起，享受寧靜而快樂的生活。

## 外部連結
- . School Library Journal Blog.   [2012-05-20]. （原始内容存档于2012-05-19）.

| 獎項                    | 獎項              | 獎項                  |
| ----------------------- | ----------------- | --------------------- |
| 前任： 《讓路給小鴨子》 | 凱迪克金獎 1943年 | 繼任： 《公主的月亮》 |